# America's Best Comics
America's Best Comics är ett amerikanskt serieförlag. Det skapades 1999 som en underetikett till Wildstorm med det specifika syftet att tjäna som hem för Alan Moores nya serietidningar Tom Strong, Promethea, Top 10, The League of Extraordinary Gentlemen och Tomorrow Stories.
Bland de titlar som tillkommit sedan starten finns Terra Obscura, Greyshirt och nu senast Albion (som bygger på brittiska förlaget IPC:s klassiska seriefigurer, numera uppköpta av DC Comics, som också äger Wildstorm).
Alan Moore har redan långt tidigare uttryckt sin motvilja mot att arbeta i DC Comics regi, men garanterades ett stort mått av självständighet och konstnärlig frihet när Wildstorm köptes upp av DC Comics. Dock har DC vid minst ett tillfälle censurerat Moore, och hans motvilja mot moderförlaget har bara växt i takt med att DC Comics har låtit göra filmversioner av Moores serier (bland dem "The League") som avvikit en hel del från originalen. Moore har därför hotat att publicera nästa miniserie med "The League of Extraordinary Gentlemen" på annat förlag.
Alan Moore har på senare år överlåtit författandet på de flesta titlarna till andra serieskapare, bland dessa Steve Moore (dock ingen släkting), Leah Moore (Alans dotter) och Peter Hogan. Det återstår dock att se hur livaktiga dessa tidningar blir utan Moore.
 Artikeln var, i den version den hade den 15 december 2005, helt eller delvis hämtad från Seriewikin (hos Seriefrämjandet): America's Best Comics

1. ↑  läs online, Encyclopædia Britannica , läst: 20 januari 2021.[källa från Wikidata]